# Ana Beatriz Osorio
Ana Beatriz Osorio Ugarte (Caracas, 1 de mayo de 1973) es una actriz, presentadora de televisión, locutora, directora de radio, comediante y modelo venezolana. Ha destacado en el género de las telenovelas desde que comenzó en la exitosa telenovela de RCTV Viva la Pepa, la cual le abrió camino para participar en otros dramáticos venezolanos. Entre sus últimos trabajos destaca su participación en la serie Colombiana de RCN Televisión Rosario Tijeras, donde interpretó a Solange de Róbinson. 

## Biografía
Desde el 2005 se radicó en Colombia para trabajar en producciones televisivas de otros géneros, y en el 2013 se formó en programas como Aprender en casa, Mas Q Ver en Casa, Tu Magazin, Hágalo en casa De Max Media & "Bravisimo" de City TV
Desde 1 de noviembre de 2014 Anabe ingresó al Sistema Claro Media & Red+ Radio para vincularse a La Emisora Claro Musica, Solo Hits como la señorita Anabe.
En el 2016 se formara como Comediante de Stand Up Comedy como "Por todo lo que jodemos las mujeres" entre otros.

## Filmografía

### Televisión
| Año       | Título                   | Personaje                   | Canal                 |           |
| --------- | ------------------------ | --------------------------- | --------------------- | --------- |
| 2012      | Historias clasificadas   | Ep: Locura de amor          | Ep: Papa solo hay uno | Canal RCN |
| 2010      | Decisiones extremas      | Ep: Bebe de repuesto        | Telemundo             |           |
| 2010      | Rosario Tijeras          | Solange de Róbinson         | Canal RCN             |           |
| 2009      | Amor en custodia         | Diana Miranda               | Canal RCN             |           |
| 2008-2009 | Sin senos no hay paraíso | Roxana Pinilla              | Telemundo             |           |
| 2008-2010 | Oye bonita               | Doña Nelly                  | Caracol Televisión    |           |
| 2008      | Aquí no hay quién viva   | Lucía                       | Canal RCN             |           |
| 2008      | Así es la vida           | Susana                      | Canal RCN             |           |
| 2007-2008 | Madre Luna               | Violeta Cordero             | Telemundo             |           |
| 2007      | Decisiones               | Irene Ep: Mecanismo ilusión | Telemundo             |           |
| 2006      | Chao Cristina            | Cecilia Salas               | RCTV                  |           |
| 2005      | Ser bonita no basta      |                             | RCTV                  |           |
| 2004      | La Invasora              | Yadira                      | RCTV                  |           |
| 2002-2003 | Mi gorda bella           | Beatriz Teresa Carreño Páez | RCTV                  |           |
| 2001      | A calzón quita'o.        | Zulaima                     | RCTV                  |           |
| 2001      | Viva la Pepa             |                             | RCTV                  |           |

## Presentadora
| Año       | Título                         | Rol          | Canal            |
| --------- | ------------------------------ | ------------ | ---------------- |
| 2016      | Bravissimo                     | Presentadora | Citytv           |
| 2016      | Compras de CDC                 | Presentadora | Teleamiga        |
| 2015-2016 | Hagalo en casa                 | Presentadora | Canal Antiestres |
| 2014-2015 | Mas que ver en casa tu magazin | Presentadora | Canal Antiestres |
| 2013-2014 | Aprender en casa               | Presentadora | Trendy Channel   |

## Locutora
| Año            | Título                                 | Empresa                      |
| -------------- | -------------------------------------- | ---------------------------- |
| 2020-presente  | En Las Mañanas de Claro Música         | Claro Música Radio-Solo Hits |
| 2019           | Muy buenos dias recargados             | Claro Música Radio-Solo Hits |
| 2016-2017-2019 | 7 secretos                             | Claro Música Radio-Solo Hits |
| 2015-2016      | Cae la tarde                           | Claro Música Radio-Solo Hits |
| 2014-presente  | Radio navideña claro música            | Claro Música Radio-Solo Hits |
| 2014-presente  | Directora y programadora de la emisora | Claro Música Radio-Solo Hits |
| 2012-2013      | 7 secretos                             | La Z                         |